# Haxhi Lleshi
Haxhi Lleshi, född den 19 oktober 1913, död den 1 januari 1998, var en albansk militär och politiker som var Albaniens statschef 1953–1982. Han var också innan dess Albaniens inrikesminister 1944–1946.